# Aker
En la mitologia egípcia, Aker era un déu de la terra i dels morts. És el guardià de la porta de l'inframón. És simbolitzat sovint per una peça petita de terra, un extrem del qual és el cap d'un humà, i l'altre un lleó; també és simbolitzat per un parell de lleons que miren en direccions oposades.
Va ser un dels primers déus a aparèixer, sembla que com a personificació de l'horitzó. El seu nom significa "el que s'inclina". Aquest horitzó era tant la frontera entre el món dels vius i dels morts (d'aquí el seu paper de guardià) com entre el dia i la nit (era qui deixava passar Ra cada dia per il·luminar el cel i aturava Apep). Fins i tot alguns afirmen que els seus dos rostres miren cap a l'ahir i el demà.
Sovint es posava una estàtua d'Aker a les tombes per protegir el difunt dels mals esperits, tradició que va continuar durant l'època clàssica grecollatina i que s'ha perpetuat en els animals i monstres que vigilen els grans mausoleus romàntics. També s'invocava Aker en ser mossegat per una serp.
És assistit per un grup de déus anomenats els Akeru.